# 피치 게이지

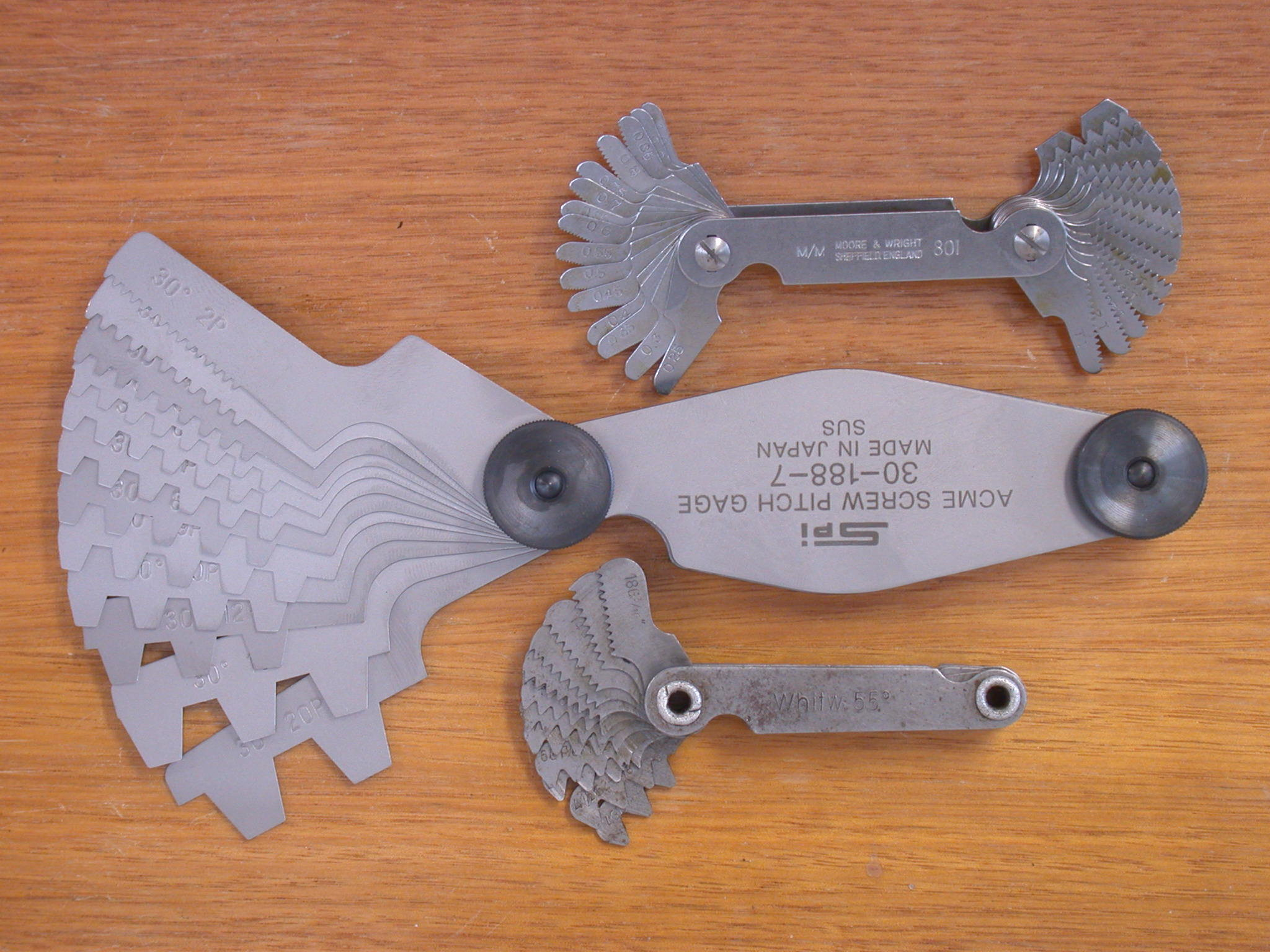

피치 게이지(pitch gaguge), 스레드 게이지(thread gauge), 스크루 게이지(screw gauge)는 나사날의 피치를 측정하는 데 사용된다.
피치 게이지는 나사날이나 탭핑된 구멍에 있는 나사날의 피치를 측정하는 기준 도구로 사용된다. 이 도구는 정밀 측정 도구로 사용되지는 않지만, 사용자가 주어진 나사날의 형상을 파악하고 모양과 피치에 따라 나사날을 빠르게 분류할 수 있도록 한다. 또한, 이 장치는 사용자가 나사날의 피치를 측정하고 계산할 필요가 없으므로 시간을 절약할 수 있다.